# Louis-Antoine Ranvier
Louis-Antoine Ranvier (ur. 2 października 1835 w Lyonie, zm. 22 marca 1922 w Vendranges) – francuski lekarz, patolog, anatom i histolog.
Opisał przewężenie otoczki mielinowej aksonów, określane dziś na jego cześć jako przewężenia Ranviera.

## Prace
- (z Victorem Cornilem) Manuel d'histologie pathologique. Paryż 1869
- Traité technique d'histologie. Paryż 1875-1882
- Leçons sur l'histologie du système nerveux, par M. L. Ranvier, recueillies par M. Ed. Weber. Paryż 1878
- Leçons d'anatomie generale sur le système musculaire, par L. Ranvier, recueillies par M. J. Renaut. Paryż 1880
- Exposé des titres et des travaux de M. L. Ranvier. Paryż 1885